# Cratere Kotka
Kotka  è un cratere sulla superficie di Marte.